# 9599 Onotomoko
9599 Onotomoko (1991 UP2) là một tiểu hành tinh vành đai chính được phát hiện ngày 29 tháng 10 năm 1991 bởi K. Endate và K. Watanabe ở Kitami.